# 楠 (樺型駆逐艦)
|                        | |
| 艦歴                   | |
| 計画                   | 1914年度                                                                                                  |
| 起工                   | 1914年11月10日                                                                                            |
| 進水                   | 1915年3月5日                                                                                              |
| 就役                   | 1915年3月31日                                                                                             |
| 除籍                   | 1932年4月1日                                                                                              |
| 性能諸元（計画公表値） | |
| 排水量                 | 基準：公表値 595トン 常備：計画 665トン                                                                   |
| 全長                   | 全長：82.90 m 水線長：82.29m 垂線間長：260 ft 0 in (79.25 m)                                              |
| 全幅                   | 24 ft 0+3⁄8 in (7.32 m)                                                                                   |
| 水線幅                 | 24 ft 0 in (7.32 m)                                                                                       |
| 吃水                   | 7 ft 9 in (2.36 m)                                                                                        |
| 深さ                   | 15 ft 3 in (4.65 m)                                                                                       |
| 機関                   | 推進：3軸 主機：直立4気筒3段レシプロ 3基 出力：計画 9,500馬力 ボイラー：ロ号艦本式缶 重油専焼2基、混焼2基 |
| 速力                   | 30ノット 1931年時 31ノット                                                                                |
| 燃料                   | 重油137トン、石炭100トン                                                                                  |
| 航続距離               | 1,600カイリ / 15ノット                                                                                    |
| 乗員                   | 竣工時定員 90名 1920年調 94名 1928年公表値 96名                                                           |
| 兵装                   | 40口径12cm単装砲 1門 40口径8cm単装砲 4門 45cm連装魚雷発射管 2基4門                                        |
| 搭載艇                 | 4隻 |
| 備考                   | ※トンは英トン                                                                                             |

楠（くすのき）は、大日本帝国海軍の駆逐艦で、樺型駆逐艦の6番艦である。同名艦に橘型駆逐艦の「楠」があるため、こちらは「楠 (初代)」や「楠I」などと表記される。

## 艦歴
1914年（大正3年）11月10日、神戸川崎造船所で起工。1915年（大正4年）3月5日、進水し、同年3月31日、竣工。
第一次世界大戦では、1916年（大正5年）から1919年（大正8年）まで、シンガポール方面警備と地中海の海上護衛に従事した。
1932年（昭和7年）4月1日に除籍。

## 艦長
※『日本海軍史』第9巻・第10巻の「将官履歴」及び『官報』に基づく。
駆逐艦長
- 亥角喜蔵 少佐：1915年3月1日[6] - 1915年9月8日

兼海軍艦政本部艤装員（1915年3月1日 - 1915年3月31日）
- 市村久雄 少佐：1915年9月8日 - 1916年8月1日
- 山崎圭二 少佐：1916年8月1日 - 1918年7月5日[8]
- 高橋為次郎 少佐：1918年7月5日[8] - 1919年12月1日[9]
- 村田章一 少佐：1919年12月1日[9] - 1920年11月20日[10]
- （兼）生島賢二 少佐：1920年11月20日[10] - 12月1日[11]
- 次木亀作 少佐：1920年12月1日[11] - 1921年12月1日[12]
- 佐野哲 少佐：1921年12月1日[12] - 1922年2月1日[13]
- 岩原盛恵 少佐：1922年2月1日[13] - 1923年12月1日[14]
- 山上誠一 少佐：不詳 - 1924年12月1日[15]
- 小島常次郎 大尉：1924年12月1日[15] - 1925年10月5日[16]
- 難波正 少佐：1925年10月5日[16] - 1926年10月15日[17]
- 阪匡身 大尉：1926年12月1日 - 1928年12月10日
- 市坪正雄 大尉：1929年11月30日[18] - 1931年4月1日[19]